# Campionato europeo maschile di pallacanestro Under-18 1970
Il 4º Campionato europeo di pallacanestro maschile Under-18 (noto anche come FIBA Europe Under-18 Championship 1970) si è svolto in Grecia, presso Atene, dal 6 al 14 luglio 1970.

## Squadre partecipanti
- Belgio
- Bulgaria
- Cecoslovacchia
- Grecia
- Germania Ovest
- Italia

- Jugoslavia
- Polonia
- Romania
- Spagna
- Turchia
- Unione Sovietica

## Primo turno
Le squadre sono divise in 2 gruppi da 6 squadre, con gironi all'italiana. Le prime due si qualificano per la fase finale 1-4 posto ad eliminazione diretta, mentre le altre quattro giocano rispettivamente per il 5-8 posto e per il 9-12 posto.

### Gruppo A
| Pos | Squadra          | G | V | P | PF  | PS  | DP   | Pt | Qualificazione         |
| --- | ---------------- | - | - | - | --- | --- | ---- | -- | ---------------------- |
| 1   | Unione Sovietica | 5 | 5 | 0 | 439 | 273 | +166 | 10 | Semifinali 1º-4º posto |
| 2   | Italia           | 5 | 4 | 1 | 358 | 336 | +22  | 9  | Semifinali 1º-4º posto |
| 3   | Cecoslovacchia   | 5 | 3 | 2 | 369 | 350 | +19  | 8  |                        |
| 4   | Bulgaria         | 5 | 2 | 3 | 361 | 380 | −19  | 7  |                        |
| 5   | Turchia          | 5 | 1 | 4 | 317 | 346 | −29  | 6  |                        |
| 6   | Belgio           | 5 | 0 | 5 | 309 | 468 | −159 | 5  |                        |

| Giorno    | Orario | Squadra 1        | Risultato | Squadra 2        |
| --------- | ------ | ---------------- | --------- | ---------------- |
| 6 agosto  | 19:00  | Turchia          | 78 - 52   | Belgio           |
| 6 agosto  | 20:30  | Unione Sovietica | 80 - 62   | Bulgaria         |
| 6 agosto  | 21:00  | Italia           | 77 - 65   | Cecoslovacchia   |
| 7 agosto  | 19:15  | Bulgaria         | 99 - 77   | Belgio           |
| 7 agosto  | 21:00  | Cecoslovacchia   | 67 - 66   | Turchia          |
| 7 agosto  | 23:00  | Unione Sovietica | 82 - 55   | Italia           |
| 8 agosto  | 19:00  | Bulgaria         | 64 - 99   | Cecoslovacchia   |
| 8 agosto  | 20:50  | Italia           | 71 - 63   | Turchia          |
| 8 agosto  | 22:30  | Unione Sovietica | 120 - 48  | Belgio           |
| 10 agosto | 19:00  | Belgio           | 66 - 94   | Italia           |
| 10 agosto | 20:30  | Cecoslovacchia   | 61 - 77   | Unione Sovietica |
| 10 agosto | 22:20  | Bulgaria         | 76 - 63   | Turchia          |
| 11 agosto | 19:00  | Turchia          | 47 - 80   | Unione Sovietica |
| 11 agosto | 20:50  | Bulgaria         | 60 - 61   | Italia           |
| 11 agosto | 22:30  | Cecoslovacchia   | 77 - 66   | Belgio           |

### Gruppo B
| Pos | Squadra        | G | V | P | PF  | PS  | DP   | Pt | Qualificazione         |
| --- | -------------- | - | - | - | --- | --- | ---- | -- | ---------------------- |
| 1   | Grecia         | 5 | 5 | 0 | 424 | 323 | +101 | 10 | Semifinali 1º-4º posto |
| 2   | Jugoslavia     | 5 | 4 | 1 | 418 | 312 | +106 | 9  | Semifinali 1º-4º posto |
| 3   | Polonia        | 5 | 3 | 2 | 333 | 345 | −12  | 8  |                        |
| 4   | Spagna         | 5 | 2 | 3 | 387 | 359 | +28  | 7  |                        |
| 5   | Germania Ovest | 5 | 1 | 4 | 264 | 405 | −141 | 6  |                        |
| 6   | Romania        | 5 | 0 | 5 | 321 | 403 | −82  | 5  |                        |

| Giorno    | Orario | Squadra 1      | Risultato | Squadra 2      |
| --------- | ------ | -------------- | --------- | -------------- |
| 6 agosto  | 19:20  | Germania Ovest | 46 - 51   | Polonia        |
| 6 agosto  | 21:00  | Grecia         | 93 - 73   | Romania        |
| 6 agosto  | 22:30  | Spagna         | 67 - 69   | Jugoslavia     |
| 7 agosto  | 19:05  | Romania        | 61 - 66   | Polonia        |
| 7 agosto  | 20:40  | Germania Ovest | 56 - 107  | Spagna         |
| 7 agosto  | 22:15  | Jugoslavia     | 64 - 72   | Grecia         |
| 8 agosto  | 19:00  | Germania Ovest | 44 - 85   | Grecia         |
| 8 agosto  | 20:30  | Jugoslavia     | 104 - 52  | Romania        |
| 8 agosto  | 22:20  | Spagna         | 71 - 73   | Polonia        |
| 10 agosto | 19:00  | Jugoslavia     | 85 - 72   | Polonia        |
| 10 agosto | 20:50  | Spagna         | 71 - 92   | Grecia         |
| 10 agosto | 22:25  | Romania        | 66 - 69   | Germania Ovest |
| 11 agosto | 19:05  | Spagna         | 71 - 69   | Romania        |
| 11 agosto | 20:45  | Germania Ovest | 49 - 96   | Jugoslavia     |
| 11 agosto | 22:15  | Grecia         | 82 - 71   | Polonia        |

## Fase a eliminazione diretta

### Tabellone dal 9º al 12º posto
|  | Semifinali 9º/12º posto | Semifinali 9º/12º posto | Semifinali 9º/12º posto |                |         | Finale 9º/10º posto  | Finale 9º/10º posto  | Finale 9º/10º posto  |  |
|  |                         |                         |                         |                |         |                      |                      |                      |  |
|  | Romania                 | Romania                 | 86                      |                |         |                      |                      |                      |  |
|  | Romania                 | Romania                 | 86                      |                |         |                      |                      |                      |  |
|  | Turchia                 | Turchia                 | 67                      |                |         |                      |                      |                      |  |
|  | Turchia                 | Turchia                 | 67                      |                | Romania | Romania              | 66                   |                      |  |
|  |                         |                         |                         |                | Romania | Romania              | 66                   |                      |  |
|  |                         |                         | Germania Ovest          | Germania Ovest | 58      |                      |                      |                      |  |
|  | Belgio                  | Belgio                  | Germania Ovest          | Germania Ovest | 58      | 62                   |                      |                      |  |
|  | Belgio                  | Belgio                  |                         |                |         | 62                   |                      |                      |  |
|  | Germania Ovest          | Germania Ovest          | 63                      |                |         | Finale 11º/12º posto | Finale 11º/12º posto | Finale 11º/12º posto |  |
|  | Germania Ovest          | Germania Ovest          | 63                      |                |         |                      |                      |                      |  |
|  |                         |                         |                         |                |         |                      |                      |                      |  |
|  |                         |                         |                         |                |         | Turchia              | Turchia              | 69                   |  |
|  |                         |                         |                         |                |         | Turchia              | Turchia              | 69                   |  |
|  |                         |                         |                         |                |         | Belgio               | Belgio               | 67                   |  |

#### Semifinali 9º-12º posto
| Atene 13 agosto 1970, ore 20:30                                                    | Turchia | 67 – 86 (31-44) referto          | Romania |  |
| Hakyemez , Vekiloğlu 18 Surucu 12 Ersozlu 9 Punti 36 Oczelak 16 Cernat 8 Niculescu |         |                                  |         |  |
|                                                                                    |         |                                  |         |  |
| Hakyemez, Vekiloğlu 18 Surucu 12 Ersozlu 9                                         | Punti   | 36 Oczelak 16 Cernat 8 Niculescu |         |  |

| Atene 13 agosto 1970, ore 19:00                                            | Germania Ovest | 63 – 62 (36-35) referto              | Belgio |  |
| Meyer 20 Apeltauer 12 Peters 11 Punti 12 Russell 11 Vermeten 10 Vandekeers |                |                                      |        |  |
|                                                                            |                |                                      |        |  |
| Meyer 20 Apeltauer 12 Peters 11                                            | Punti          | 12 Russell 11 Vermeten 10 Vandekeers |        |  |

#### Finali 9º-12º posto
| Atene 14 agosto 1970, ore 18:00 Finale 11º-12º                          | Turchia | 69 – 67 (40-39) referto           | Belgio |  |
| Surucu 20 Kocaz 19 Vekiloğlu 10 Punti 15 Boon 14 Vermeten 13 Vandekeers |         |                                   |        |  |
|                                                                         |         |                                   |        |  |
| Surucu 20 Kocaz 19 Vekiloğlu 10                                         | Punti   | 15 Boon 14 Vermeten 13 Vandekeers |        |  |

| Atene 14 agosto 1970, ore 19:30 Finale 9º-10º                                   | Germania Ovest | 58 – 66 (33-37) referto         | Romania |  |
| Peters 20 Rupp, Apeltauer, Meyer 8 Kuck 6 Punti 20 Oczelak 14 Cernat 10 Poleanu |                |                                 |         |  |
|                                                                                 |                |                                 |         |  |
| Peters 20 Rupp, Apeltauer, Meyer 8 Kuck 6                                       | Punti          | 20 Oczelak 14 Cernat 10 Poleanu |         |  |

### Tabellone 5º-8º posto
|  | Semifinali 5º/8º posto | Semifinali 5º/8º posto | Semifinali 5º/8º posto |         |        | Finale 5º/6º posto | Finale 5º/6º posto | Finale 5º/6º posto |  |
|  |                        |                        |                        |         |        |                    |                    |                    |  |
|  | Spagna                 | Spagna                 | 72                     |         |        |                    |                    |                    |  |
|  | Spagna                 | Spagna                 | 72                     |         |        |                    |                    |                    |  |
|  | Cecoslovacchia         | Cecoslovacchia         | 71                     |         |        |                    |                    |                    |  |
|  | Cecoslovacchia         | Cecoslovacchia         | 71                     |         | Spagna | Spagna             | 84                 |                    |  |
|  |                        |                        |                        |         | Spagna | Spagna             | 84                 |                    |  |
|  |                        |                        | Polonia                | Polonia | 64     |                    |                    |                    |  |
|  | Polonia                | Polonia                | Polonia                | Polonia | 64     | 67                 |                    |                    |  |
|  | Polonia                | Polonia                |                        |         |        | 67                 |                    |                    |  |
|  | Bulgaria               | Bulgaria               | 66                     |         |        | Finale 7º/8º posto | Finale 7º/8º posto | Finale 7º/8º posto |  |
|  | Bulgaria               | Bulgaria               | 66                     |         |        |                    |                    |                    |  |
|  |                        |                        |                        |         |        |                    |                    |                    |  |
|  |                        |                        |                        |         |        | Cecoslovacchia     | Cecoslovacchia     | 66                 |  |
|  |                        |                        |                        |         |        | Cecoslovacchia     | Cecoslovacchia     | 66                 |  |
|  |                        |                        |                        |         |        | Bulgaria           | Bulgaria           | 74                 |  |

#### Semifinali 5º-8º posto
| Atene 13 agosto 1970, ore 20:00                                         | Spagna | 72 – 71 (47-37) referto        | Cecoslovacchia |  |
| Santillana 26 Sanchez 13 Rullán 12 Punti 16 Brabenec 15 Balaštík 12 Kos |        |                                |                |  |
|                                                                         |        |                                |                |  |
| Santillana 26 Sanchez 13 Rullán 12                                      | Punti  | 16 Brabenec 15 Balaštík 12 Kos |                |  |

| Atene 13 agosto 1970, ore 19:00                                               | Polonia | 67 – 66 (39-30) referto         | Bulgaria |  |
| Langosz 21 Myrda, Kubis 11 Wisniewski 8 Punti 29 Peytchev 14 Iliev 9 Mihailov |         |                                 |          |  |
|                                                                               |         |                                 |          |  |
| Langosz 21 Myrda, Kubis 11 Wisniewski 8                                       | Punti   | 29 Peytchev 14 Iliev 9 Mihailov |          |  |

#### Finali 5º-8º posto
| Atene 14 agosto 1970, ore 21:00 Finale 7º-8º                            | Cecoslovacchia | 66 – 74 (33-44) referto            | Bulgaria |  |
| Balaštík 21 Brabenec 18 Kos 12 Punti 21 Iliev 19 Peytchev 8 Trendafilov |                |                                    |          |  |
|                                                                         |                |                                    |          |  |
| Balaštík 21 Brabenec 18 Kos 12                                          | Punti          | 21 Iliev 19 Peytchev 8 Trendafilov |          |  |

| Atene 14 agosto 1970, ore 18:30 Finale 5º-6º                             | Spagna | 84 – 64 (51-31) referto         | Polonia |  |
| Santillana 38 Sanchez 14 Sierra 11 Punti 19 Frolow 15 Langosz 10 Matalek |        |                                 |         |  |
|                                                                          |        |                                 |         |  |
| Santillana 38 Sanchez 14 Sierra 11                                       | Punti  | 19 Frolow 15 Langosz 10 Matalek |         |  |

### Tabellone 1º-4º posto
|  | Semifinali 1º/4º posto | Semifinali 1º/4º posto | Semifinali 1º/4º posto |        |                  | Finale 1º/2º posto | Finale 1º/2º posto | Finale 1º/2º posto |  |
|  |                        |                        |                        |        |                  |                    |                    |                    |  |
|  | Unione Sovietica       | Unione Sovietica       | 86                     |        |                  |                    |                    |                    |  |
|  | Unione Sovietica       | Unione Sovietica       | 86                     |        |                  |                    |                    |                    |  |
|  | Jugoslavia             | Jugoslavia             | 64                     |        |                  |                    |                    |                    |  |
|  | Jugoslavia             | Jugoslavia             | 64                     |        | Unione Sovietica | Unione Sovietica   | 80                 |                    |  |
|  |                        |                        |                        |        | Unione Sovietica | Unione Sovietica   | 80                 |                    |  |
|  |                        |                        | Grecia                 | Grecia | 48               |                    |                    |                    |  |
|  | Italia                 | Italia                 | Grecia                 | Grecia | 48               | 64                 |                    |                    |  |
|  | Italia                 | Italia                 |                        |        |                  | 64                 |                    |                    |  |
|  | Grecia                 | Grecia                 | 65                     |        |                  | Finale 3º/4º posto | Finale 3º/4º posto | Finale 3º/4º posto |  |
|  | Grecia                 | Grecia                 | 65                     |        |                  |                    |                    |                    |  |
|  |                        |                        |                        |        |                  |                    |                    |                    |  |
|  |                        |                        |                        |        |                  | Jugoslavia         | Jugoslavia         | 57                 |  |
|  |                        |                        |                        |        |                  | Jugoslavia         | Jugoslavia         | 57                 |  |
|  |                        |                        |                        |        |                  | Italia             | Italia             | 62                 |  |

#### Semifinali 1º-4º posto
| Atene 13 agosto 1970, ore 22:15                                                                    | Unione Sovietica | 86 – 64 (46-45) referto                     | Jugoslavia |  |
| Miloserdov 22 Dvornyj 18 Tiks, Zhyigurs, Belov 9 Punti 14 Georgievski 11 Rukavina 10 Radosavljevic |                  |                                             |            |  |
| |                  |                                             |            |  |
| Miloserdov 22 Dvornyj 18 Tiks, Zhyigurs, Belov 9                                                   | Punti            | 14 Georgievski 11 Rukavina 10 Radosavljevic |            |  |

| Atene 13 agosto 1970, ore 20:40                                             | Italia | 64 – 65 (41-34) referto             | Grecia |  |
| Malagoli 25 Marzorati 10 Labate 9 Punti 31 Kontos 13 Stamelos 10 Iordanidis |        |                                     |        |  |
|                                                                             |        |                                     |        |  |
| Malagoli 25 Marzorati 10 Labate 9                                           | Punti  | 31 Kontos 13 Stamelos 10 Iordanidis |        |  |

#### Finali 1º-4º posto
| Atene 14 agosto 1970, ore 20:00 Finale 3º-4º                                      | Jugoslavia | 57 – 62 (20-39) referto                 | Italia |  |
| Rukavina 15 Jaric 14 Georgievski 10 Punti 25 Della Fiori 12 Malagoli 11 Marzorati |            |                                         |        |  |
|                                                                                   |            |                                         |        |  |
| Rukavina 15 Jaric 14 Georgievski 10                                               | Punti      | 25 Della Fiori 12 Malagoli 11 Marzorati |        |  |

| Atene 14 agosto 1970, ore 21:30 Finale 1º-2º                                                        | Unione Sovietica | 80 – 48 (34-16) referto                           | Grecia |  |
| Belov 19 Miloserdov 12 Metzar, Zhyigurs 11 Punti 12 Alexandrīs 9 Kontos , Gianouzakos 8 Raftopoulos |                  |                                                   |        |  |
| |                  |                                                   |        |  |
| Belov 19 Miloserdov 12 Metzar, Zhyigurs 11                                                          | Punti            | 12 Alexandrīs 9 Kontos, Gianouzakos 8 Raftopoulos |        |  |

## Classifica finale
| Campione d'Europa | Campione d'Europa | Campione d'Europa |
| ----------------- | ----------------- | ----------------- |
| Unione Sovietica  |                   |                   |
| Argento           | Grecia            |                   |
| Bronzo            | Italia            |                   |
| 4.                | Jugoslavia        |                   |
| 5.                | Spagna            |                   |
| 6.                | Polonia           |                   |
| 7.                | Bulgaria          |                   |
| 8.                | Cecoslovacchia    |                   |
| 9.                | Romania           |                   |
| 10.               | Germania Ovest    |                   |
| 11.               | Turchia           |                   |
| 12.               | Belgio            |                   |

Formazione Campione
Unione Sovietica
- 4 Valerij Sinjakov
- 5 Sergej Jastrebov
- 6 Valerij Miloserdov
- 7 Aleksandr Charčenkov
- 8 Michkel Tiks
- 9 Ivan Dvornyj
- 10 Grigorij Avdeev
- 11 Andres Metzar
- 12 Andrej Makeev
- 13 Ivars Zhyigurs
- 14 Aleksandr Belov
- 15 Juriy Dzidziguri

Formazione Secondo posto
Grecia
- 4 Apostolos Kontos
- 5 Iōannīs Zervas
- 6 Arīs Raftopoulos
- 7 Michalīs Giannouzakos
- 8 Iōannīs Politīs
- 9 Kōstas Mpogatsiōtīs
- 10 Dīmītrīs Fōsses
- 11 Aristotelīs Avramidīs
- 12 Stelios Kalantidīs
- 13 Vaggelīs Alexandrīs
- 14 Chrīstos Iordanidīs
- 15 Paulos Stamelos

Formazione Terzo posto
Italia
- 4 Vittorio Ferracini
- 5 Gianni Trevisan
- 6 Roberto Paleari
- 7 Piero Labate
- 8 Carlo Caglieris
- 9 Paolo Bianchi
- 10 Desio Flebus
- 11 Giorgio Papetti
- 12 Luigi Serafini
- 13 Claudio Malagoli
- 14 Pierluigi Marzorati
- 15 Fabrizio Della Fiori

## Statistiche

### Migliori realizzatori
| Giocatore              | Punti totali | Partite | Media |
| ---------------------- | ------------ | ------- | ----- |
| Rumen Pejčev           | 182          | 7       | 26.0  |
| Gheorghe Oczelak       | 175          | 7       | 25.0  |
| Piotr Langosz          | 150          | 7       | 21.4  |
| Luis Miguel Santillana | 129          | 7       | 18.4  |
| Apostolos Kontos       | 129          | 7       | 18.4  |
| Claudio Malagoli       | 114          | 7       | 16.3  |
| Kamil Brabenec         | 112          | 7       | 16.0  |
| Fabrizio Della Fiori   | 103          | 7       | 14.7  |

Fonte: (EN) Player Leaders, in FIBA.

### Migliori squadre
| Squadra          | Punti totali | Partite | Media |
| ---------------- | ------------ | ------- | ----- |
| Unione Sovietica | 605          | 7       | 86.4  |
| Spagna           | 543          | 7       | 77.6  |
| Jugoslavia       | 539          | 7       | 77.0  |
| Grecia           | 537          | 7       | 76.7  |
| Cecoslovacchia   | 506          | 7       | 72.3  |
| Bulgaria         | 501          | 7       | 71.6  |
| Italia           | 484          | 7       | 69.1  |
| Romania          | 473          | 7       | 67.6  |

Fonte: (EN) Team Leaders, in FIBA.